# Cabov
Cabov (in ungherese Csábóc) è un comune della Slovacchia facente parte del distretto di Vranov nad Topľou, nella regione di Prešov.